# CEP128
CEP128‏ (Centrosomal protein 128) هوَ بروتين يُشَفر بواسطة جين CEP128 في الإنسان.